# Клакар (општина)
Клакар је насељено место и седиште општине у Бродско-посавској жупанији, Република Хрватска.

## Историја
До територијалне реорганизације у Хрватској налазио се у саставу бивше велике општине Славонски Брод.

## Становништво
На попису становништва 2011. године, општина Клакар је имала 2.319 становника, од чега у самом Клакару 272.

## Попис1991.
На попису становништва 1991. године, насељено место Клакар је имало 306 становника, следећег националног састава:
| Попис 1991.‍ | Попис 1991.‍ | Попис 1991.‍ | Попис 1991.‍ | Попис 1991.‍ |
| ----------- | ----------- | ----------- | ----------- | ----------- |
|             |             |             |             |             |
| Хрвати      | Хрвати      |             | 301         | 98,36%      |
| Срби        | Срби        |             | 2           | 0,65%       |
| непознато   | непознато   |             | 3           | 0,98%       |
| укупно: 306 |             |             |             |             |